# Olivier Vatine
Olivier Vatine est un scénariste et dessinateur français de bande dessinée, né le 29 avril 1959 au Havre.
Il est notamment le co-créateur et dessinateur de la série de science fiction Aquablue, scénarisée par Thierry Cailleteau et publiée aux éditions Delcourt dès 1988.

## Biographie
Avec le scénariste Thierry Cailleteau, Olivier Vatine crée la bande dessinée de science-fiction française Aquablue, prépubliée en 1988 dans L'Argonaute puis éditée en avril 1988 par Delcourt. Cependant, en 1998, Olivier Vatine va quitter la série et va être remplacé par le dessinateur Ciro Tota.
Entre 1993 et 1995, il crée avec Fred Blanchard le label « Série B » des éditions Delcourt.
En 2005, il publie le western Angela en collaboration avec Daniel Pecqueur et Isabelle Rabarot.
En 2007, il quitte « Série B » de Delcourt et participe à la fondation de Comix Buro avec Attakus, un nouvel éditeur spécialisé dans les sketchbooks en raison d'une clause de non concurrence entre Vatine et Delcourt. La même année, il signe un partenariat de coédition entre Comix Buro et Glénat. En 2008, il participe à l'album collectif Premières fois (éditions Delcourt), sous la direction de David Chauvel,.

## Publications
- Les Aventures de Fred et Bob, Delcourt
  - 1986 : T. 1 Galères balnéaires, scénario Thierry Cailleteau, dessins Olivier Vatine
  - 1987 : T. 2 L'Enfer de la drague, scénario Thierry Cailleteau, dessins Olivier Vatine

- Aquablue, Delcourt
  - 1988 : T. 1 Nao, scénario Thierry Cailleteau, dessins Olivier Vatine, couleurs Thierry Cailleteau,
  - 1989 : T. 2 Planète bleue, scénario Thierry Cailleteau, dessins Olivier Vatine, couleurs Thierry Cailleteau, éd. Delcourt
  - 1990 : T. 3 Le Mégophias, scénario Thierry Cailleteau, dessins Olivier Vatine, couleurs Isabelle Rabarot, éd. Delcourt
  - 1993 : T. 4 Corail noir, scénario Thierry Cailleteau, dessins Olivier Vatine, couleurs Isabelle Rabarot, éd. Delcourt

- Star Wars, Dark Horse France
  - 1995/07 : T. 1 L'Héritier de l'empire, scénario Mike Baron, dessins Olivier Vatine et Fred Blanchard, couleurs Isabelle Rabarot
  - 1996/01: T. 2 L'Héritier de l'empire, scénario Mike Baron, dessins Olivier Vatine et Fred Blanchard, couleurs Isabelle Rabarot
  - 1996/07: T.3  L'Héritier de l'empire, scénario Mike Baron, dessins Olivier Vatine et Fred Blanchard, couleurs Isabelle Rabarot

- Tao Bang, Delcourt
  - 1999 : T.1 Le Septième Cercle, scénario Daniel Pecqueur et Olivier Vatine, dessins Didier Cassegrain et Fred Blanchard
  - 2005 : T.2 L'Île aux sirènes, scénario Daniel Pecqueur et Olivier Vatine, dessins Didier Cassegrain et Fred Blanchard

- Cixi de Troy, Soleil Productions
  - 2009 : Cixi de Troy, Le Secret de Cixi 1re partie, scénario Christophe Arleston, dessins Olivier Vatine
  - 2010 : Cixi de Troy, Le Secret de Cixi 2e partie, scénario Christophe Arleston, dessins Olivier Vatine
  - 2011 : Cixi de Troy, Le Secret de Cixi 3e partie, scénario Christophe Arleston, dessins Adrien Floch, storyboard Olivier Vatine

- Niourk, Ankama
  - 2012 : T.1 L'enfant noir, scénario et dessins Olivier Vatine, d'après le roman Niourk de Stefan Wul, collection Les univers de Stefan Wul
  - 2013 : T.2 La ville, scénario et dessins Olivier Vatine, d'après le roman Niourk de Stefan Wul, collection Les univers de Stefan Wul
  - 2015 : T.3 Alpha, scénario et dessins Olivier Vatine, d'après le roman Niourk de Stefan Wul, collection Les univers de Stefan Wul
  - 2016 : Intégrale (noir et blanc), scénario et dessins Olivier Vatine, d'après le roman Niourk de Stefan Wul, collection Les univers de Stefan Wul
  - 2019 : Intégrale (couleur), scénario et dessins Olivier Vatine, d'après le roman Niourk de Stefan Wul, collection Les univers de Stefan Wul

- Infinity 8 (scénario et dessin), Rue de Sèvres

1. Retour vers le Führer 4/6 (scénario avec Lewis Trondheim), octobre 2016
2. Retour vers le Führer 5/6 (scénario avec Lewis Trondheim), novembre 2016
3. Retour vers le Führer 6/6 (scénario avec Lewis Trondheim), janvier 2017

### Divers
- 1987
  - Les Tribulations cosmiques de Stan Pulsar T. 1 : L'As des astres, scénario Thierry Cailleteau, dessins Olivier Vatine, éd. Delcourt
  - octobre : Les Adorateurs du mal, dessins intérieur Olivier Vatine, Hachette,  (ISBN 9782010119927)[7].
- 1991 : Trio Grande - Adios Palomita, scénario Alain Clément et Olivier Vatine, dessins Fabrice Lamy, couleurs Isabelle Rabarot, éd. Delcourt
- 1995
  - Carmen Mc Callum T.1 : Jukurpa, scénario de Fred Duval et Olivier Vatine, dessins de Stéphane Gess, couleurs de Florence Breton, éd. Delcourt
  - Wayne Redlake T.1 : 500 fusils, scénario Thierry Cailleteau et Fred Duval, dessins Fabrice Lamy et Olivier Vatine, couleurs Isabelle Rabarot, éd. Delcourt
- 2003 : Pink Planet, éd. Delcourt
- 2006
  - Angela, scénario Daniel Pecqueur, dessins Olivier Vatine, couleurs Isabelle Rabarot, éd. Delcourt
  - Mauvais Aliens, scénario Olivier Vatine, dessins Fred Blanchard, éd. Attakus
- 2007 : Sketchbook, éd. Comix buro
- 2008 : Sketchbook 2, éd. Comix buro
- 2009
  - Le Petit Livre rouge du storyboard, éd. Delcourt
  - 9 tigres T.1 : Xiao Wei, scénario Olivier Vatine, dessins Jian Yi, éd. Delcourt
- 2012 : Larh-don T.1 : Le fils de l'âge bête, scénario Olivier Vatine et Dav, dessins Didier Cassegrain, éd. Soleils
- 2018 : La Mort vivante[8],[9], scénario Olivier Vatine, dessin Alberto Varanda, éd. Comix Buro

- Conan le Cimmérien, tome 7 : Les clous rouges[10] (storyboard), dessin et couleurs de Didier Cassegrain, scénario Régis Hautière, Glénat, septembre 2019  (ISBN 978-2-344-00762-4)

## Exposition
- 1997 : Olivier Vatine collabore aux côtés de 4 autres auteurs majeurs de la BD de science-fiction française (Moebius, Jean-Claude Mezières, Caza et Beb-Deum) à l'exposition Météorites … Mégalithes ! produite par la société Pavillon Noir de Pascal Dejax. À cette occasion, Mi-nuee l'extra-terrestre est recréée en 3D dans l'une des météorites composant l'exposition[11]. Ce projet sera présenté dans les festivals BD de Colomiers, Chambéry, Illzach, Darnetal, au festival de SF de Roanne et dans 13 autres villes françaises.

## Prix
- 1989 : Alph-Art jeunesse au festival d'Angoulême pour Aquablue, t. 1 (avec Thierry Cailleteau)[12]
- 1992 : Alph-Art coup de cœur du festival d'Angoulême pour Adios Palomita Trio Grande (avec Fabrice Lamy et Alain Clément)[13]
- 2005 : Prix Bonnet d’âne (auteur confirmé) à Quai des Bulles[14]